# Paul Henrotin
Paul A.M.G. Henrotin (Ciney, 5 november 1936 - Sautin, 8 juni 2004) was een Belgisch volksvertegenwoordiger en burgemeester.

## Levensloop
Henrotin promoveerde tot doctor in de veeartsenijkunde aan de ULB. Hij werkte vele jaren in het kunstmatige inseminatiecentrum voor runderen in Henegouwen.
Hij was een goed gekend figuur in landbouwmiddens en werd op vraag van Daniel Ducarme politiek actief voor de liberale PRL, waarvoor hij meermaals kandidaat was voor de wetgevende verkiezingen in het arrondissement Thuin. Voor de PRL was hij van 1983 tot 1989 tevens gemeenteraadslid van Sivry-Rance.
Toen Daniel Ducarme in 1984 lid werd van het Europees Parlement, volgde Henrotin hem in september dat jaar op als lid van de Kamer van volksvertegenwoordigers voor het arrondissement Thuin. Hierdoor werd hij automatisch ook lid van de Waalse Gewestraad en de Franse Gemeenschapsraad. Hij vervulde dit mandaat tot het einde van de legislatuur, in oktober 1985. In 1987 werd hij opnieuw verkozen in de Kamer en vervulde het mandaat tot in 1990. Hij nam toen ontslag in het voordeel van Etienne Bertrand, een opkomend talent voor de PRL in het arrondissement Thuin. Henrotin liet de politiek vervolgens achter zich en nam opnieuw zijn beroep op.